# Стален, Марин ван
Марин ван Стален (нидерл. Marien van Staalen; род. 1947) — нидерландский виолончелист и дирижёр.

## Биография
Окончил Амстердамскую консерваторию, ученик Жана Декроса (виолончель) и Йопа ван Зона (дирижирование), контрапунктом занимался под руководством Тона Копмана. В дальнейшем дирижёрское мастерство совершенствовал под руководством Кирилла Кондрашина и Дэвида Зинмана. Получил также юридическое образование.
Работал концертмейстером виолончелей в Роттердамском филармоническом оркестре, одновременно активно выступая как ансамблист, в том числе в составе Нидерландского струнного секстета и Трио имени Шумана; в составе последнего играл вместе с Йозефом Де Бенхувером, с которым также часто выступал в дуэте. Записал, среди прочего, концерт для виолончели с оркестром Леона Ортеля, был первым исполнителем концерта для виолончели с оркестром Робина де Раффа. Преподаёт виолончель в Роттердамской и Гаагской консерваториях.
Как дирижёр дебютировал с Нидерландским студенческим оркестром. В 1996—2004 гг. возглавлял камерный оркестр Concerto Rotterdam. С 2005 г. художественный руководитель камерного оркестра Autunno Ensemble.
Дочь — скрипачка Леннеке ван Стален. Вместе с нею и исполнителем на табле Хейко Дейкером образовал ансамбль Kailash Ensemble, занимающийся установлением взаимосвязей между западной и индийской музыкой.